# Comitato Olimpico Colombiano
Comitato Olimpico Colombiano (noto anche come Comité Olímpico Colombiano in spagnolo) è un'organizzazione sportiva colombiana, nata nel 1936 a Bogotà, Colombia.
Rappresenta questa nazione presso il Comitato Olimpico Internazionale (CIO) dal 1948 ed ha lo scopo di curare l'organizzazione ed il potenziamento dello sport in Colombia e, in particolare, la preparazione degli atleti colombiani, per consentire loro la partecipazione ai Giochi olimpici. L'associazione è, inoltre, membro dell'Organizzazione Sportiva Panamericana.
L'attuale presidente dell'organizzazione è Ciro Solano Hurtado, mentre la carica di segretario generale è occupata da Ana Edurne Camacho.

## Lista dei presidenti
I predidenti del Comitato Olimpco Colombiano sono stati i seguenti. 
| Periodo        | Presidente                 |
| -------------- | -------------------------- |
| 1936-1937      | Julio Gerlein Comelín      |
| 1937-1942      | Alberto Narino Cheyne      |
| 1942-1946      | Gregorio Obregón           |
| 1946-1947      | Humberto Chica Pinzón      |
| 1947-1952      | Leopoldo Uribe             |
| 1952-1953      | Enrique Gomez Hurtado      |
| 1953-1954      | Carlos Castillo            |
| 1954-1957      | Guillermo Padilla Manrique |
| 1957-1958      | Helbert Liebisch           |
| 1959-1975      | Mario García and García    |
| 1975-1979      | Humberto Chica Pinzón      |
| 1979-1989      | Fidel Mendoza Carrasquilla |
| 1989-1997      | Jorge Herrera Barona       |
| 1997-2009      | Andres Botero Philisbourne |
| 2009-2021      | Baltazar Medina            |
| 2021-in carica | Ciro Solano Hurtado        |